# 乌心石舅
乌心石舅（学名：Magnolia kachirachirae）为木兰科木兰属下的一个种。

## 扩展阅读
- 維基物種上的相關：乌心石舅